# Adam av Fulda
Adam av Fulda, född omkring 1445, död 1505, var en tysk kompositör och musikteoretiker under andra hälften av 1400-talet.
Adam tillhörde den första så kallade komponistgenerationen och var en betydande musiker. Han var samtida med den andra fransk-belgiska skolan och efterlämnade skickliga visbearbetningar och kyrkliga verk, skrivna i denna skolas stil.  Hans värdefulla musiktraktat (1490) är avtryckta i Martin Gerberts Scriptores.